# Gueule d'ange
Gueule d'ange (Brasil: Meu Anjo ) é um filme de drama francês de 2018 escrito e dirigido por Vanessa Filho, a partir de um roteiro de Filho e Diastéme. É estrelado por Marion Cotillard, Ayline Aksoy-Etaix, Alban Lenoir, Amélie Daure e Stéphane Rideau. Teve sua estreia mundial no Festival de Cannes 2018 em maio. Está programado para ser lançado em 23 de maio de 2018, pela Mars Distribution.

## Sinopse
Marlène é uma jovem mãe excêntrica, de origem proletária, desempregada e que foi deixada pelo marido. Ela passa os dias assistindo a reality shows na TV e se embebedando. Sua única felicidade e orgulho é Elli, sua filha de 8 anos, que Marlène carinhosamente apelidou de "boca de anjo". Mas, para a jovem, "administrar" a mãe e o alcoolismo é uma luta diária, que a faz atingir a maturidade precoce.

## Elenco
- Marion Cotillard como Marlène
- Ayline Aksoy-Etaix como Ellie
- Alban Lenoir como Julio
- Amélie Daure como Chiara
- Nade Dieu como Mathilda
- Stéphane Rideau como Jean
- Rosaline Gohy como Alice

## Produção
Em setembro de 2017, foi anunciado que Marion Cotillard, Ayline Aksoy-Etaix, Alban Lenoir, Amélie Daure integraram o elenco do filme, com Vanessa Filho dirigindo a partir de um roteiro que escreveu ao lado de Diastéme. Carole Lambert e Marc Missonnier produzirão o filme, sob seus estúdios Windy Productions e Moana Films, respectivamente.

### Filmagens
A fotografia principal começou em outubro de 2017. Foi filmado na região da Costa Azul, no sul da França.

## Lançamento
Foi selecionado para competir na seção Un Certain Regard do Festival de Cannes 2018. Está programado para ser lançado em 23 de maio de 2018, pela Mars Distribution.
Foi lançado nos cinemas brasileiros em 25 de outubro de 2018.

## Recepção
No site Rotten Tomatoes, o filme mantém um índice de aprovação de 38%, com base em 13 comentários, e uma classificação média de 4.7/10.